# Glebius
Glébius — рід жуків родини Довгоносики (Curculionidae).

## Зовнішній вигляд
Жуки дрібних та середніх розмірів: 6-14 мм завдовжки. Основні ознаки:
- головотрубка коротка, паралельнобічна, із вкороченим серединним кілем, вусикові борозенки дуже зближені біля її основи
- очі із опуклим переднім краєм
- передньоспинка майже квадратна, із слабкою перетяжкою біля переднього краю і слабким виступом вздовж заднього краю, з продольною борозенкою посередині і глибокою ямкою поблизу середини заднього краю
- надкрила з чіткими плечима й опуклими непарними міжряддями
- передньоспинка й надкрила вкриті ланцетоподібними лусочками

- на передньогрудях знизу, перед кожним тазиком є бугорець

- 1-й та 2-й членики задніх лапок видовжені, кігтики біля основи не зрослися
- 1-й членик джгутика вусиків коротший за 2-й;

Докладніший опис завнішньої морфології роду дивись у Арзанова (2006), а фотографію жука цього роду — на сайті UkrBIN.
Рід названий на честь Г. С. Медведєва, відомого радянського та російського ентомолога, який народився в Асканії-Новій на Херсонщині.

## Спосіб життя
Життєвий цикл пов'язаний із рослинами з родини лободових. У Казахстані імаго Glebius confluens (синонім Chromonotus confluens) з'являлися на початку весни. Жуки живилися листям кураю та буряків. Парування та відкладання яєць тривало із середини травня до другої половини червня. Самка відкладала яйця на навколоґрунтову частину стебла і на листя кураю та буряку, які торкалися ґрунту. На яйцях паразитував їздець Cenocrepis, зараження ним яєць сягало 80%.

## Географічне поширення
Ареал роду обмежений центральною Палеарктикою (див. нижче).

## Практичне значення
У деяких працях жуків Glebius confluens називають у числі шкідників бурякових плантацій (див., наприклад). Однак даних про реальні економічні збитки при цьому не наводиться.

## Класифікація
Описано 2 види цього роду:
- Glebius claudiae Ter-Minasian, 1988 — Південно-Західна Туркменія
- Glebius confluens Fåhraeus, 1842 — Азербайджан, південь Європейської частини Росії, Казахстан, Середня Азія, Афганістан, Іран, Південно-Західний Китай